# 中鱟
中鱟（學名：Mesolimulus）是一屬已滅絕的鱟，生存於晚侏羅世，為現存鱟的祖先。其化石分布於英格蘭、西班牙、西伯利亞和摩洛哥等地，最著名的樣本被發現於德國巴伐利亞州索倫霍芬石灰岩。

## 特徵
其背甲的上層表面除了一條中脊和兩條側脊外，十分平滑。眼睛很小，位於側脊外側，但視角很廣。腹部無節，但周圍有六根短小的刺。腹部與背甲相連，後端接著銳利的尾刺。

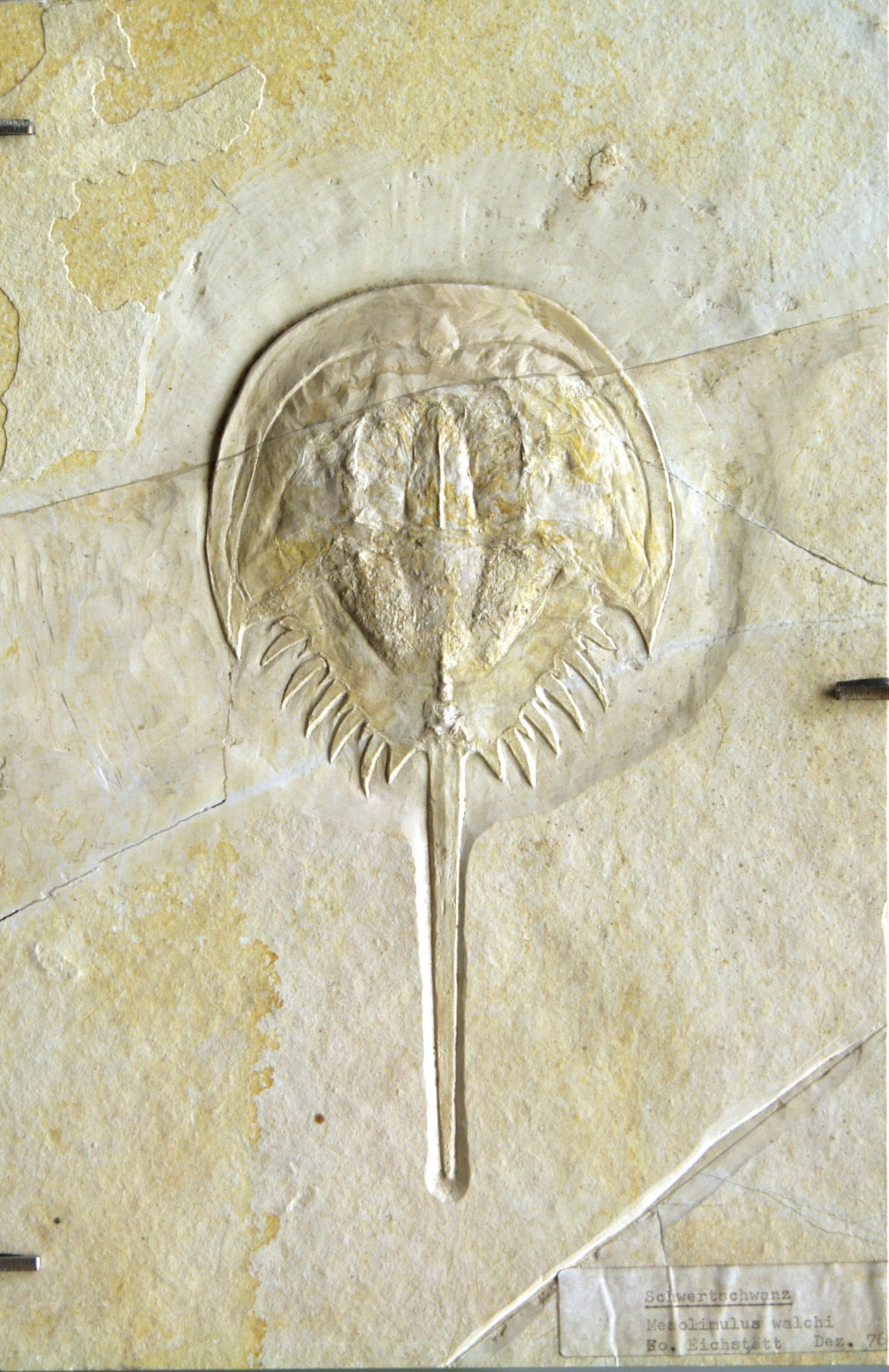
Mesolimulus walchi

## 外部連結
- Mesolimulus in the Paleobiology Database